# Митч (ураган)
«Митч» (англ. Hurricane Mitch) — один из самых мощных тропических циклонов, произошедших в Атлантическом бассейне, с максимальной устойчивой скоростью ветра около 290 км/ч и минимальным атмосферным давлением в 679 мм рт. ст. Митч является девятым по интенсивности ураганом, когда-либо зарегистрированным в Атлантическом океане, вместе с ураганом Дин 2007 года.
«Митч» был 13-м тропическим штормом, девятым ураганом, и третьим крупным ураганом в Атлантическом сезоне ураганов 1998 года. Он сформировался в западной части Карибского моря 22 октября 1998 года.
Будучи «самым смертоносным ураганом в Атлантике» за более чем 200 лет, «Митч» вызвал катастрофические разрушения на своем пути, но самые большие разрушения были нанесены Гондурасу, где ураган унёс жизни более половины от общего числа жертв стихии. По оценке президента Гондураса, «Митч» отбросил экономическое развитие на 50 лет назад. Ураган разрушил около 35 000 домов и повредил еще 50 000, оставив без крова до 1,5 млн человек, или около 20 % населения страны. «Митч» нанес непосредственный ущерб в размере 2,005 млрд долларов с дополнительными косвенными расходами на 1,8 млрд долларов. Большая часть ущерба была нанесена уничтоженным посевам, а экспорт товарных культур сократился на 9,4 % в 1999 году, в основном из-за урагана. Было повреждено более 70 % транспортной инфраструктуры, в основном повреждены автомагистрали и мосты. Трёхпролётный мост через реку Чолутека, построенный в 1998 году потерял своё значение после того, как ураган «Митч» сдвинул русло реки в сторону таким образом, что мост оказался вне русла.
На обширных территориях было отключено электричество, и около 70 % страны потеряли воду после урагана. В столице Тегусигальпе крупный оползень затронул три квартала и образовал временную дамбу. В результате наводнения в городе были повреждены здания, возраст которых превышает 350 лет. По всей стране погибло не менее 7000 человек. После урагана официальные лица Гондураса запросили международную помощь на общую сумму 2,8 млрд долларов за несколько лет. Несмотря на это, ВВП начал сокращаться в конце 1998 года и сократился на 1,9 % в 1999 году. После урагана официальные лица ввели комендантский час и на 15 дней временно ограничили конституционные права на поддержание порядка. Были вспышки различных заболеваний, многие жители столкнулись с нехваткой еды и воды.
Из-за замедленного движения с 29 октября по 3 ноября ураган «Митч» обрушил историческое количество осадков в Гондурасе, Гватемале и Никарагуа, по неофициальным данным, выпало до 75 дюймов (1900 мм). Смертность из-за катастрофического наводнения сделала его вторым по смертности ураганом в Атлантике, после Великого урагана 1780 года; было подтверждено, что по крайней мере 11 374 человека были убиты и более 11 000 пропали без вести к концу 1998 года; истинное число погибших, возможно, никогда не будет известно. Кроме того, около 2,7 млн человек остались без крова в результате урагана. Всего ущерб от урагана, по оценкам, составил около 6 млрд долларов (в ценах 1998 года). Название «Митч» было отменено и не будет использоваться для другого атлантического тропического циклона.
«Митч» был самым сильным атлантическим ураганом, наблюдавшимся в октябре месяце, пока его не превзошел ураган «Вильма» сезона 2005 года. Кроме того, «Митч» является девятым по интенсивности ураганом в Атлантике за всю историю наблюдений, вместе с ураганом Дин в 2007 году. По числу жертв атлантических ураганов «Митч» уступает только Великому урагану 1780 года.